# Pteropus mahaganus
Pteropus mahaganus is een vleermuis uit het geslacht Pteropus die voorkomt op de eilanden Bougainville (Papoea-Nieuw-Guinea), Choiseul, Santa Isabel en Tanabuli (Salomonseilanden).
Deze middelgrote vleerhond heeft een bruine vacht, met gele schouders. De tanden zijn net als bij de verwante soorten P. gilliardorum, P. scapulatus en P. woodfordi sterk gereduceerd. De kop-romplengte bedraagt 200 tot 225 mm, de voorarmlengte 141,4 tot 153,3 mm, de tibialengte 66,1 tot 72,7 mm, de oorlengte 22,0 tot 24,8 mm en het gewicht 355 tot 520 g.